# Harry Allen (golfista)
Henry Woodward Allen (Pittsfield, 6 settembre 1876 – St. Louis, 2 febbraio 1924) è stato un golfista statunitense.

## Carriera
Allen partecipò al torneo maschile di golf ai Giochi olimpici di Saint Louis 1904, dove fu sconfitto ai quarti di finale da Chandler Egan.